# Chaetodon tinkeri
Espèce
Statut de conservation UICN

 LC  : Préoccupation mineure
Chaetodon tinkeri est une espèce de poissons de la famille des Chaetodontidae.